# Paweł Marcinkiewicz (ur. 1969)
Paweł Marcinkiewicz (ur. 1969 w Opolu) – polski poeta, tłumacz, krytyk literacki, badacz literatury i eseista. 

## Działalność
Ukończył filologię angielską na Uniwersytecie Wrocławskim. Później kształcił się w Katowicach, gdzie w 2004 roku uzyskał doktorat. Pracuje jako adiunkt w Instytucie Filologii Angielskiej Uniwersytetu Opolskiego. Mieszka w Opolu. Debiutował jako poeta w tzw. "trzecim obiegu" w 1989 roku arkuszem poetyckim Zostaw noc, niech płynie. W 1994 roku wyjechał do Stanów Zjednoczonych, potem mieszka przez jakiś czas w Szwecji. Rezultatem tych podróży był cykl wierszy "amerykańskich" pt.: Pod niebieskim liściem Wielkich Jezior zamieszczony w tomie Świat dla opornych oraz cykl wierszy "szwedzkich" pt.: Pugerups Gard, który ukazał się w tomie Tivoli.

## Nagrody i nominacje
- 1997 - Nagroda Fundacji Kultury za tom Świat dla opornych[1]
- 2000 - Nagroda Czesława Miłosza przyznana Pawłowi Marcinkiewiczowi i Jackowi Podsiadle nagrodę za twórczość poetycką[1]
- 2016 - nominacja do Wrocławskiej Nagrody Poetyckiej „Silesius” za tom Majtki w górę, majtki w dół[2]

## Publikacje książkowe
- Poezja:
- Zostaw noc, niech płynie, Koło "Nowa Kultura", Ruch "Wolność i Pokój", Opole 1989
- Uciekaj Macinkiewic uciekaj, Staromiejski Dom Kultury, Warszawa 1990
- 18 wierszy o tym, że ogień będzie różą, Arkusz poetycki :Okolic" 1990/1991 nr 11
- Zawieram z tobą przymierze, Wydawnictwo Inter Esse, Kraków 1993
- Świat dla opornych, Wydawnictwo ZNAK, Kraków 1997
- Tivoli, Wydawnictwo ZNAK, Kraków 2000
- Real, nakład autora, Opole 2004
- Dni, Wydawnictwo WBPiCAK, Poznań 2009
- Majtki w górę, majtki w dół, Łódź 2015
- Krytyka:
- The Rhetoric of the City: Robinson Jeffers and A.R. Ammons, Peter Lang, Frankfurt 2009
- "Colored Alphabets' Flutter". John Ashbery and the Twentieth Century American Avant-Gardes, Wydawnictwo Uniwersytetu Opolskiego, 2012

## Przekłady
- Publikacje książkowe:
- 1. W.S. Merwin. Imię powietrza. Wiersze wybrane. Współtłumacz tomu wraz z Czesławem Miłoszem, Julią Hartwig i Karoliną Kopczyńską. Kraków: Znak, 2013.
- 2. Seamus Heaney. Przejrzysta pogoda. Wiersze wybrane. Współtłumacz tomu wraz ze Stanisławem Barańczakiem, Magdą Heydel i Adamem Szostkiewiczem. Kraków: Znak, 2009.
- 3. Derek Walcott. Mapa Nowego Świata. Wiersze wybrane. Współtłumacz tomu wraz ze  Stanisławem Barańczakiem, Jerzym Jarniewiczem i innymi. Kraków: Znak, 2008.
- 4. Richard Brautigan. Łowienie pstrągów w Ameryce. (wspólnie z Jackiem Podsiadłą) Poznań: Rebis, 2000.
- 5. Robert Hass. Zbierając jeżyny. Wybór wierszy. Współtłumacz tomu wraz z Czesławem Miłoszem, Tadeuszem Sławkiem i innymi. Kraków: Znak, 1997.
- Publikacje prasowe (wybór):
- 1. „O poezji W.S. Merwina”. Odra 7-8/2013. Wrocław: Ośrodek Kultury i Sztuki, 2013. s. 27-29.
- 2. „Robert Hass: poeta naszego czasu”. Odra 12/2011. Wrocław: Ośrodek Kultury i Sztuki, 2011. s. 42-47.
- 3. „Poeci J=Ę=Z=Y=K=A” [Szkic o nurcie poezji amerykańskiej zwanym „Language poetry”]. Odra 2/2011. Wrocław: Ośrodek Kultury i Sztuki, 2011. s. 52-58.
- 4. „Charles Bernstein i poezja j=ę=z=y=k=a”. Europa. Newsweek. 06.09.2010. s. 16.
- 5. „Ekstaza ekfrazy. Krótka historia ekfrazy i jej znaczenie w poezji Mary Jo Bang.” Odra 10/2010. Wrocław: Ośrodek Kultury i Sztuki, 2010. s. 29-33.
- 6. „Oni żyli gdzieś w Ameryce” [O tomie Planisfera Johna Ashbery’ego]. Europa. Newsweek 06.04.2010. s.16.
- 7. „Planisfera. O poezji Johna Ashbery’ego w kontekście Language poetry”. Odra 5/2010. Wrocław: Ośrodek Kultury i Sztuki, 2010. s. 48-50.
- 8. „O poezji Rona Padgetta”. Odra 5/2009. Wrocław: Ośrodek Kultury i Sztuki, 2009. s. 30-31.
- 9. „Zalana słońcem pustka” [O poezji Seamusa Heaneya]. Europa. Newsweek 20.06.2009. s.16.
- 10. „Szpetne potwory też mogą trafić do nieba” [O końcowym okresie twórczości W.H. Audena]. Europa 182/2007. Warszawa: Axel Springer Polska Sp. z o.o, 2007. s.16.